# Jean Fainon
Jean Fainon ou Jean Foisnon, mort après le 6 avril 1250 est un croisé originaire du royaume de France qui a été brièvement bailli du royaume de Jérusalem.

## Origine
Les origines de Jean Fainon sont inconnues, sinon qu'il est originaire du royaume de France. Il est très probablement issu de la noblesse champenoise, car le livre de vassaux des comtes de Champagne ainsi que le chroniqueur Geoffroi de Villehardouin dans la Conquête de Constantinople citent un « Jean Fainon » qui pourrait être son père et qui était possessionné dans les châtellenies de Fismes et de Châtillon-sur-Morin.

## Biographie
En 1248, il est nommé bailli du royaume de Jérusalem en remplacement de Jean d'Ibelin. Mais il ne garde cette fonction que peu de temps, car l'année suivante, Jean d'Ibelin est de nouveau bailli.
Sans doute a-t-il quitté cet office pour rejoindre le roi Louis IX qui arrive en Égypte dans le cadre de la septième croisade en juin 1249. Il fait partie de la garde rapprochée du roi lorsque celui-ci est capturé par les Mamelouks lors de la bataille de Fariskur le 6 avril 1250.
Par la suite, il est en possession de la casal de La Geleilie, qui relève de la seigneurie de Sagette.
Jean de Joinville le qualifie comme « li bons chevaliers » dans sa biographie royal puis lors de la canonisation du roi, Charles Ier d'Anjou parle de lui comme d'un ami proche de son frère.

## Mariage et enfants
Jean Fainon n'a pas d'union ou de descendance connue.